# Цитруси
Цитрус (лат. Citrus), ређе агруми, заједничко је име за род биљака (Citrus), из породице Rutaceae, које потичу из тропски и суптропских делова југоисточне Азије. Биљке из рода цитруса најчешће су велики грмови или мала стабла висине између 5 и 15 метара. Најчешће су зимзелене. Цветови су једноструки или у облику цвата. Плод је хесперидијум дужине и пречника 4-20 центиметара, а једе се свеж или прерађује у сокове, мармеладе итд.
Род Citrus је пореклом из Јужне Азије, Источне Азије, Југоисточне Азије, Меланезије и Аустралије. Домородачке културе на овим просторима су од давнина користиле и припитомиле разне врсте цитруса. Одатле се његово узгајање проширило у Микронезију и Полинезију аустронезијском експанзијом (око 3000–1500. п. н. е.); и на Блиски исток и Медитеран (око 1200. п. н. е.) путем трговине тамјаном, па надаље у Европу.

## Историја
Цитруси су пореклом из субтропских и тропских подручја Азије, острва југоисточне Азије, Блиске Океаније и североистока Аустралије. Припитомљавање врста цитруса укључивало је много хибридизација и интрогресија, остављајући пуно неизвесности у вези с тим када се и где припајање прво догодило. Геномска, филогенетичка и биогеографска анализа показала је да је средиште порекла рода Citrus вероватно југоисточно подножје Хималаја, у регији која се протеже од источног Асама, северног Мјанмара, до западног Јунана. Дивергенција је вероватно почела од претпостављеног претка Poncirus trifoliata. Промена климатских услова током касног миоцена (пре око 11,63 до 5,33 ) резултирала је еволуцијском радијацијом, односно изненадном појавом специјације.
Врсте произашле из овог догађаја укључују лимунове (Citrus medica) јужне Азије, помела  (C. maxima), континентална југоисточна Азија, мандарине  (C. reticulata), патуљасте наранџе  (C. japonica), мангшанијеган (C.mangshanensis), i ајчанг папеда  (C. ichangensis) југоистока Кине; кафирске лимете (C. hystrix) са острва југоисточне Азије, те бајасонг и самујао (C. micrantha) са Филипина.
Након тога, уследило је ширење врста род Citrus на Тајван и Јапан, у раном плиоцену (пре око 5,33 до 3,6 милиона година), што је резултирало настанком наранџе тахибана (Citrus tachibana) и изван Воласове линије у Папуа Новој Гвинеји и Аустралији током раног плеистоцена (пре 2,5 милиона до 800.000 година), где су се догодили даљи специјацијски догађаји који су резултирали појавом аустралских лимета.

## Таксономија
Таксономија и биосистематика рода су сложене и нејасан је прецизан број природних врста, јер су многе од именованих хибриди који се клонски размножавају семеном (путем апомиксије), а генетички докази упућују на то да су чак и неке дивље, истински расплодне врсте хибридног поријекла.
Највише култивисана Citrus spp. изгледа да су природни или вештачки хибриди малог броја основних предачких врста, укључујући лимун, помело, мандарину и папеду (види слику). Природне и култивирани хибриди цитруса укључују комерцијално важно воће, као што су наранџее, грејпфрути, лимуни, лимете и неке мандарине.
Филогенетичке анализе сугерирају да су врсте рода Oxanthera са Нове Каледоније могле бити прелазне ка роду Citrus.

## Опис

### Стабло
Ове биљке су велики грмови или стабла мале до умерене величине, која достижу 5–15 m (16–49 ft) висине, са бодљикавим изданцима и наизменично распоређеним зимзеленим листовима са целом ивицом. Цветови су појединачни или у малим гроњама, сваки цвет пречника 2–4 cm (0,79–1,57 in), са пет (ређе четири) белих латица и бројним прашницима; често су веома јаког мириса, због присуства есенцијалних уљних жлезда.

### Плод
Плод је хесперидијум, специјализована бобица, лоптаста до издужена, 4–30 cm (1,6–11,8 in) дуга и 4–20 cm (1,6–7,9 in) пречника, са кожном кором или „љуском“ званом перикарп. Најудаљенији слој перикарпа је „егзокарп” који се зове флаведо, а познат је и под називом зест. Средњи слој перикарпа је мезокарп, који се код цитруса састоји од белог, сунђерастог „албеда” или „сржице”. Најдубљи слој перикарпа је ендокарп. Простор унутар сваког сегмента је локула испуњена везикулама сока, или „пулпом”. Из ендокарпа се „длаке“ у облику низа протежу у локуле, које обезбеђују храну плоду док се развија. Многе сорте цитруса су развијене да буду без семена (види нуцеларни ембрион и партенокарпија) и да се лако гуле.
Цитрусно воће је препознатљиво по свом мирису, делом због флавоноида и лимоноида (који су заузврат терпени) садржаних у кори, а већина је пуна сока. Сок садржи велику количину лимунске киселине и других органских киселина што им даје карактеристичан оштар укус. Род је комерцијално важан, јер се многе врсте узгајају због свог воћа, које се једе свеже, цеђено за сок или конзервира у мармеладама и укишељеном поврћу.
Такође су добар извор витамина Ц. Садржај витамина Ц у плоду зависи од врсте, сорте и начина узгоја. Флавоноиди укључују различите флаваноне и флавоне.

### Арома
Плодови рода Цитрус имају интензиван мирис због флавоноида и лимоноида, који су заправо терпени. Садрже лимунску киселину и велике количине витамина Ц.

## Галерија
- Грејпфрут
- Наранџа (Поморанџа)
- Лимун
- Мандарина
- Кришке разних плодова цитруса